# رافائل پیرس ویرا
رافائل پیرس ویرا بازیکن فوتبال اهل برزیل است 